# Liste des présidents du Sri Lanka
Pour un article plus général, voir Président de la république démocratique socialiste du Sri Lanka.
Cet article dresse la liste des présidents du Sri Lanka. 
Cette fonction est créée en 1972, en tant que poste honorifique, puis lors de l'entrée en vigueur de la Constitution de 1978 introduite par Junius Richard Jayewardene, il est devenu un poste exécutif.

## Liste des titulaires
| N° | Portrait                   | Titulaire (Naissance-mort)             | Élection  | Mandat            | Mandat                          | Mandat                      | Parti politique | Parti politique | Notes |
| N° | Portrait                   | Titulaire (Naissance-mort)             | Élection  | Début             | Fin                             | Durée                       | Parti politique | Parti politique | Notes |
| -- | -------------------------- | -------------------------------------- | --------- | ----------------- | ------------------------------- | --------------------------- | --------------- | --------------- | --- |
| 1  | William Gopallawa          | William Gopallawa (1896-1981)          | —         | 22 mai 1972       | 4 février 1978                  | 5 ans, 8 mois et 13 jours   |                 | Indépendant     | Dernier gouverneur général de Ceylan, il devient le premier président (non exécutif) lors de la proclamation de la République en 1972. |
| 2  | Junius Richard Jayewardene | Junius Richard Jayewardene (1906-1996) | 1982      | 4 février 1978    | 2 janvier 1989                  | 10 ans, 10 mois et 29 jours |                 | UNP             | Il déplace le pouvoir exécutif du poste de Premier ministre à la présidence avec l'adoption d'une nouvelle Constitution, et devient président sans passer par des élections en 1978. Il est élu en 1982. |
| 3  | Ranasinghe Premadasa       | Ranasinghe Premadasa (1924-1993)       | 1988      | 2 janvier 1989    | 1er mai 1993 (mort en fonction) | 4 ans, 3 mois et 29 jours   |                 | UNP             | Il est assassiné en 1993 le jour de la fête du travail par un attentat-suicide des Tigres tamouls. |
| 4  | Dingiri Banda Wijetunga    | Dingiri Banda Wijetunga (1916-2008)    | 1993      | 1er mai 1993      | 12 novembre 1994                | 1 an, 6 mois et 11 jours    |                 | UNP             | Premier ministre lors de l'assassinat de Premadasa. Il assure l'intérim jusqu'au 7 mai 1993, avant d'être élu par le Parlement pour achever le mandat en cours selon l'article 40 de la Constitution. |
| 5  | Chandrika Kumaratunga      | Chandrika Kumaratunga (née en 1945)    | 1994 1999 | 12 novembre 1994  | 19 novembre 2005                | 11 ans et 7 jours           |                 | SLFP            | Fille du Premier ministre Solomon Bandaranaike, et de la Première ministre Sirimavo Bandaranaike. Elle devient la première présidente de la République ne faisant pas partie de l'UNP, ainsi que la première femme à occuper cette fonction.                                                                |
| 6  | Mahinda Rajapaksa          | Mahinda Rajapaksa (né en 1945)         | 2005 2010 | 19 novembre 2005  | 9 janvier 2015                  | 9 ans, 1 mois et 21 jours   |                 | SLFP            | Il achève en 2009 la guerre civile du Sri Lanka en utilisant la manière forte. Des accusations de crime de guerre lui sont attribués par l'ONU. |
| 7  | Maithripala Sirisena       | Maithripala Sirisena (né en 1951)      | 2015      | 9 janvier 2015    | 18 novembre 2019                | 4 ans, 10 mois et 9 jours   |                 | SLFP            | Il bat le président sortant Mahinda Rajapaksa qui tentait de se représenter pour un troisième mandat. Les pouvoirs du président sont réduits sous son mandat par une révision de la Constitution. |
| 8  | Gotabaya Rajapaksa         | Gotabaya Rajapaksa (né en 1949)        | 2019      | 18 novembre 2019  | 14 juillet 2022 (démission)     | 2 ans, 7 mois et 26 jours   |                 | SLPP            | Il renforce de nouveau les pouvoirs présidentiels par l'adoption d'un amendement constitutionnel. Après avoir refusé de le faire, il démissionne lors de la crise politique srilankaise de 2022 et s'exile du pays.                                                                                         |
| 9  | Ranil Wickremesinghe       | Ranil Wickremesinghe (né en 1949)      | 2022      | 14 juillet 2022   | 23 septembre 2024               | 2 ans, 2 mois et 9 jours    |                 | UNP             | Nommé président par intérim à la suite de la démission de Gotabaya Rajapaksa, qui a fui le pays au milieu de la crise politique srilankaise de 2022. Il assure l'intérim jusqu'au 20 juillet 2022, avant d'être élu par le Parlement pour achever le mandat en cours selon l'article 40 de la Constitution. |
| 10 | Anura Kumara Dissanayaka   | Anura Kumara Dissanayaka (né en 1968)  | 2024      | 23 septembre 2024 | en cours                        | 10 mois et 11 jours         |                 | JVP             | Premier président du pays élu au second tour instantané lors de l'élection de 2024. |